# Jiří Dienstbier (Politiker, 1937)

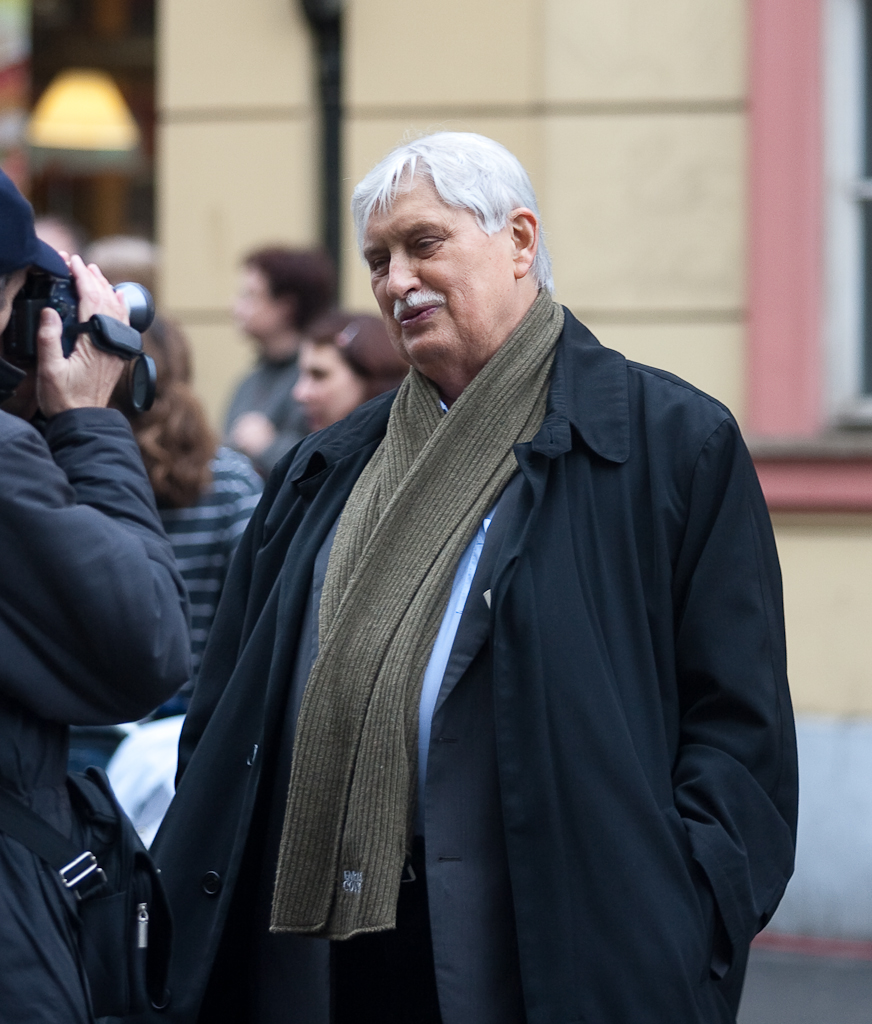
Jiří Dienstbier (2009)

Jiří Dienstbier (* 20. April 1937 in Kladno, Tschechoslowakei; † 8. Januar 2011 in Prag) war ein tschechischer Politiker und Journalist.
Nach der Wende 1989 war er von Dezember 1989 bis zum Juli 1992 der erste Außenminister der Tschechoslowakei nach dem Sturz der kommunistischen Regierung. 2008 wurde er im Bezirk Kladno zum Senator für die ČSSD gewählt.

## Leben

Denkmal der Öffnung des Eisernen Vorhangs in der Ortschaft Nové Domky

Jiří Dienstbier stammte aus einer Arztfamilie, sein Vater Emil war Ophthalmologie-Primararzt in Kladno. Jiří Dienstbier studierte an der Karls-Universität Prag Philosophie und arbeitete anschließend als Journalist beim Tschechoslowakischen Rundfunk. 1958 trat er der KSČ bei. Als Auslandskorrespondent berichtete er vor allem aus dem Fernen Osten und fiel als kritischer Kopf auf, unter anderem dadurch, dass er – entgegen den Vorschriften – auch Interviews sendete, die nicht von der kommunistischen Führung in Prag autorisiert waren.
1968 zählte er zu den Unterstützern des Prager Frühlings. Beim Einmarsch der Warschauer-Pakt-Staaten in die ČSSR in der Nacht zum 21. August 1968 war Dienstbier als Korrespondent von Radio Prag in Washington, D.C. Dort wurde auch sein Sohn geboren. Er kehrte aus Pflichtgefühl und mit dem Willen, zu retten, was zu retten ist, in die Heimat zurück. Die neuen Machthaber schlossen Dienstbier aus der Kommunistischen Partei aus, belegten ihn mit einem Berufsverbot, ließen ihn immer wieder verhaften und drängten ihn in finanzielle Not und Isolation. 
Dienstbier verdiente seinen Lebensunterhalt mit unterschiedlichen Tätigkeiten und arbeitete weiter als Oppositioneller. Er unterzeichnete mit vielen anderen Dissidenten die Charta 77. Für sein politisches Engagement wurde er 1979 (zusammen mit Václav Havel und anderen) zu drei Jahren Gefängnis verurteilt.
Nach seiner Entlassung 1982 musste er (bis zu seiner Ernennung als Minister) als Heizer arbeiten, ließ sich aber in seinem politischen Einsatz nicht beirren und schrieb weiterhin für Untergrundzeitungen. Mit der politischen Wende des Jahres 1989 (vgl. Revolutionen im Jahr 1989; in der Tschechoslowakei als „Samtene Revolution“ bezeichnet) trat er wieder ins Rampenlicht der Öffentlichkeit. Dienstbier zählte zu den Mitbegründern des demokratischen Bürgerforums. 
Am 10. Dezember 1989 wurde er zum Außenminister in der von Marián Čalfa geleiteten Regierung Marián Čalfa I ernannt. Am 17. Dezember 1989 schnitten er und der damalige österreichische Außenminister Alois Mock gemeinsam mit einem Bolzenschneider den Stacheldraht des tschechoslowakisch-österreichischen Grenzzauns zwischen Hatě und Kleinhaugsdorf durch und unterstrichen damit den Fall des Eisernen Vorhangs. Ähnlich war die Zeremonie am 23. Dezember 1989 am Grenzübergang Waidhaus-Rozvadov gemeinsam mit dem damaligen bundesdeutschen Außenminister Hans-Dietrich Genscher.
Nachdem der konservative Flügel des Bürgerforums sich als ODS formiert hatte, gründete Dienstbier mit dem eher linksliberalen Flügel die Partei Občanské hnutí (OH; „Bürgerbewegung“) und wurde zu deren Vorsitzenden gewählt. Er trat im Juli 1992 als Außenminister zurück; in der Folgezeit war er als Kommunalpolitiker im Stadtrat von Prag tätig und arbeitete auch wieder als Journalist. Nach dem Scheitern der OH bei der Wahl 1992 und der Auflösung der Tschechoslowakei benannte sich die Partei in Svobodní demokraté (SD; Freie Demokraten) um. Diese fusionierte 1995/96 mit der Liberalen national-sozialen Partei (LSNS) zur SD-LSNS, deren Ko-Vorsitzender Dienstbier kurzzeitig war. Nach dem erneuten Scheitern bei der Wahl 1996 löste sich die SD-LSNS auf und Dienstbier war parteilos. Von 1998 bis 2001 war er Sonderberichterstatter der Vereinten Nationen für Menschenrechte im ehemaligen Jugoslawien.
Nachdem Dienstbier 1990 zusammen mit Hans-Dietrich Genscher die deutsch-tschechische Historikerkommission gegründet hatte, erhielten er und Genscher 2004 gemeinsam den Kunstpreis zur deutsch-tschechischen Verständigung, den der Münchener Adalbert-Stifter-Verein gemeinsam mit der Union für gute Nachbarschaft tschechisch- und deutschsprachiger Länder aus Prag verleiht.
Im Jahr 2008 zog er als parteiloser Kandidat mit Unterstützung der Sozialdemokraten (ČSSD) in den tschechischen Senat ein. Diesen Posten bekleidete er bis zu seinem Tod. Dienstbier starb nach langer Erkrankung an Krebs. Genscher würdigte ihn.
Dienstbier war insgesamt vier Mal verheiratet. Er hatte drei Töchter: Monika, Kristina und Irena (1998 verstorben). Dienstbiers Sohn Jiří ist ebenfalls Politiker. Er wurde im März 2011 im Wahlkreis seines Vaters (Kladno) für die Sozialdemokraten in den Senat gewählt. Im Jahr 2013 wurde Dienstbier posthum mit dem Hanno R. Ellenbogen Citizenship Award ausgezeichnet, der gemeinsam von der Prager Gesellschaft für internationale Zusammenarbeit und der Global Panel Foundation verliehen wird.